# Baade
Baade es un cráter de impacto localizado próximo al extremo suroeste de la cara visible de la Luna, al suroeste de la enorme cuenca de impacto llamada Mare Orientale. El área este del cráter forma la unión entre el valle lunar Bouvard, de 280 km de largo, con el más angosto valle Baade, de 160 km de largo, al sursureste. Ambos valles discurren radialmente desde el punto de impacto que formó el Mare Orientale, localizado hacia el norte. 

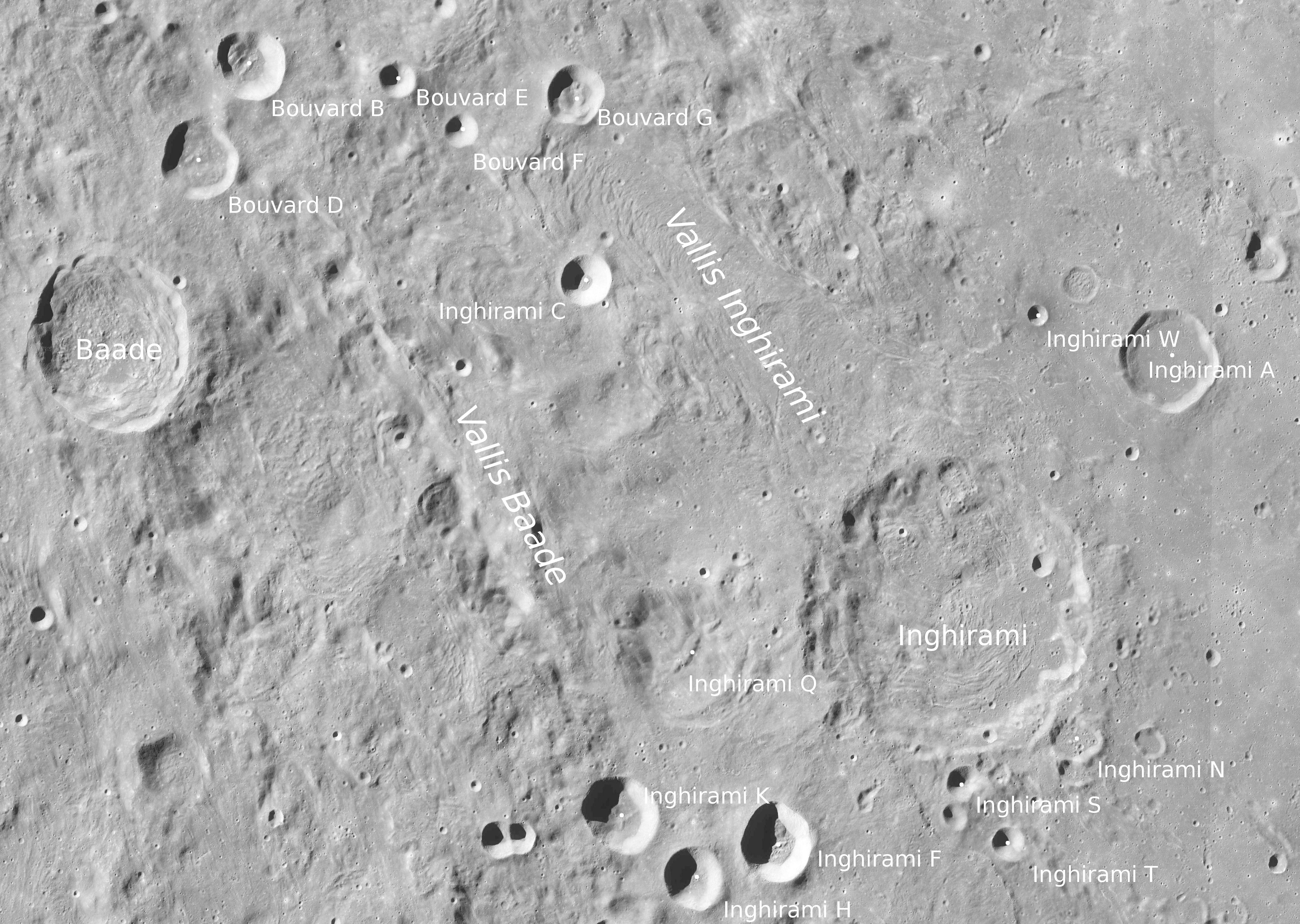
Entorno de Baade (en el centro de la mitad superior del borde izquierdo de la imagen)

La pared exterior del cráter Baade tiene un borde afilado, escasamente erosionado. El borde es generalmente circular, con algunas terrazas hacia el interior. El interior es irregular, con forma de tazón: no posee una elevación central, ni está marcado por cráteres de consideración en su interior.

## Referencias

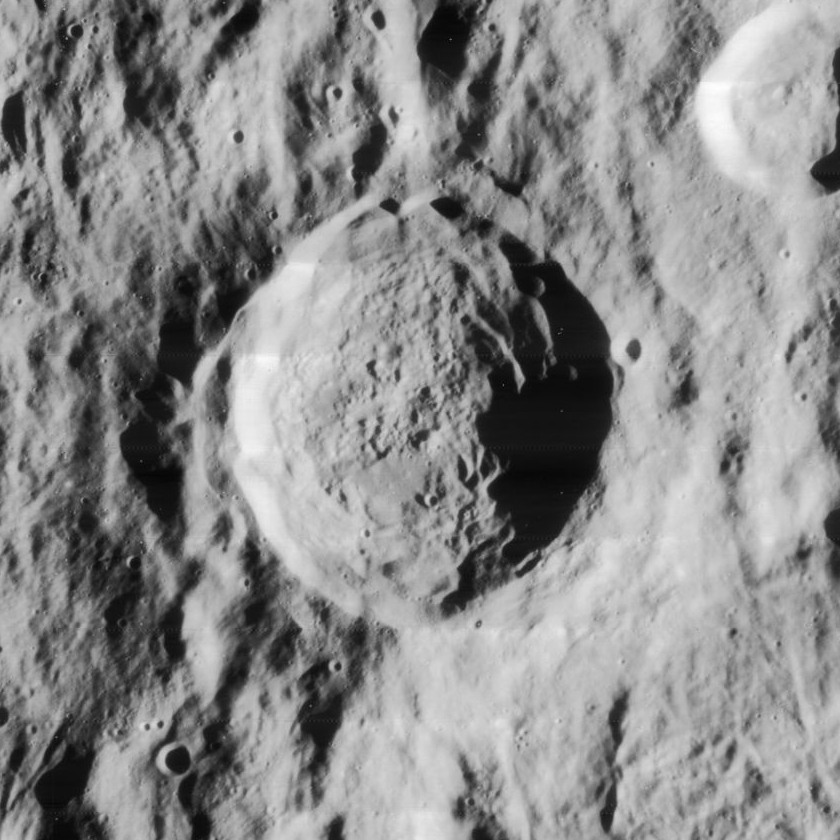
Imagen procesada de Baade (Lunar Orbiter 4)